# Afrolidia aequabilis
Afrolidia aequabilis är en insektsart som beskrevs av Nielson 1992. Afrolidia aequabilis ingår i släktet Afrolidia och familjen dvärgstritar. Inga underarter finns listade i Catalogue of Life.